# Apterostigma madidiense
Apterostigma madidiense är en myrart som beskrevs av Weber 1938. Apterostigma madidiense ingår i släktet Apterostigma och familjen myror. Inga underarter finns listade.